# Улица Николаева (Чебоксары)
У́лица Космона́вта А. Г. Никола́ева — улица в центральной части города Чебоксары Чувашской Республики. Пролегает в двух административных районах — Ленинском и Калининском.
Начинается от пешеходного моста через овраг, главного входа в ЦПК и О «Лакреевский лес» и следует на восток, пересекая семь городских магистралей, среди которых проспект Ленина, улицы: Энгельса, Чапаева, Цивильская, Валькевича, 50 лет Октября и Лумумбы. Заканчивается «Т»-образным перекрёстком с улицей Калинина.

## Происхождение названия
Получила своё название в 1962 году, в честь космического полёта первого космонавта из Чувашии — Андрияна Григорьевича Николаева (ранее улица называлась улицей Энтузиастов). До последних дней жизни Андриян Григорьевич принимал самое деятельное участие в жизни города и республики. Бывая в Чебоксарах, он любил пройтись по улице своего имени.

## Памятники

Памятный знак в честь 25-летия первого полёта в космос А. Г. Николаева

- Памятный знак в честь 25-летия первого полёта в космос А. Г. Николаева[4] — расположен на пересечении с проспектом Ленина. Открыт 15 августа 1987 года в связи с 25-летием первого полёта А. Г. Николаева в космос.
- Памятник космонавту Николаеву[5][6] — расположен на пересечении с улицей Калинина. Открыт 5 сентября 2011 года и приурочен к празднованию 50-летия первого полёта человека в космос. Памятник выполнен из меди. Высота фигуры 4,4 м, постамента 3 м. По плану архитекторов за памятником будет разбит сквер космонавтики, в нём появятся образцы космической техники и бюсты космонавтов.
- Аннотационная доска о названии улицы в честь А. Г. Николаева на углу дома № 48, крайнем перед улицей Калинина.

## Музеи и выставки
- На улице Николаева, дом 20, разместилась постоянно действующая пожарно-техническая выставка, открытая 4 марта 1974 года[7]. Ежегодно её посещают несколько тысяч горожан. Выставка интересна историей развития противопожарного дела в столице и республике в целом. Она располагает учебными классами по подготовке людей «огненной профессии»[8].

## Здания и сооружения

Гостиница «Спорт»

Школа № 10 имени А. Г. Николаева

Улица Николаева зимой

- № 1а — Центральный парк культуры и отдыха «Лакреевский лес»
- № 1 — Школа № 10 им. А. Г. Николаева
- № 4 — Дом радио
- № 6а — Детский парк им. А. Г. Николаева
- № 7 — Детский сад № 35
- № 10 и 12 — ГТРК «Чувашия»
- № 10а — Телевизионная башня ГТРК «Чувашия»
- № 20 — Пожарная часть № 6
- № 21 — Гостиница «Спорт»
- № 21/17 — Стадион «Олимпийский»
- № 28 — Школа искусств, Школа № 35
- № 29 — Универбаза
- № 31 — Школа № 38
- № 35а — Детский сад № 73
- № 47а — Детский сад № 89
- № 57 — Отдел УФМС России по Чувашской Республике в Калининском районе

## Смежные улицы
- Проспект Ленина
- Улица Полковника Валькевича
- Улица Калинина